# Jordan van der Gaag
Jordan van der Gaag (L'Aia, 3 gennaio 1999) è un calciatore olandese, centrocampista dell'União Leiria.

## Carriera

### Club
Cresciuto nel settore giovanile del NAC Breda, ha esordito in prima squadra il 12 agosto 2018 disputando l'incontro di Eredivisie perso 5-0 contro l'AZ Alkmaar.

### Nazionale
Ha giocato nelle nazionali giovanili olandesi Under-15, Under-17, Under-18 ed Under-19.

## Statistiche

### Presenze e reti nei club
Statistiche aggiornate al 25 febbraio 2022.
| Stagione        | Squadra          | Campionato      | Campionato | Campionato | Coppe nazionali | Coppe nazionali | Coppe nazionali | Coppe continentali | Coppe continentali | Coppe continentali | Altre coppe | Altre coppe | Altre coppe | Totale | Totale |
| Stagione        | Squadra          | Comp            | Pres       | Reti       | Comp            | Pres            | Reti            | Comp               | Pres               | Reti               | Comp        | Pres        | Reti        | Pres   | Reti   |
| --------------- | ---------------- | --------------- | ---------- | ---------- | --------------- | --------------- | --------------- | ------------------ | ------------------ | ------------------ | ----------- | ----------- | ----------- | ------ | ------ |
| lug.-ago. 2018  | NAC Breda        | ED              | 2          | 0          | CO              | -               | -               |                    | -                  | -                  |             | -           | -           | 2      | 0      |
| ago. 2018-2019  | Helmond Sport    | EED             | 28         | 1          | CO              | 1               | 0               |                    | -                  | -                  |             | -           | -           | 29     | 1      |
| 2019-2020       | NAC Breda        | EED             | 15         | 2          | CO              | 4               | 0               |                    | -                  | -                  |             | -           | -           | 19     | 2      |
| 2020-2021       | Belenenses SAD B | CdP             | 4          | 0          |                 | -               | -               |                    | -                  | -                  |             | -           | -           | 4      | 0      |
| 2020-2021       | Belenenses SAD   | PL              | 2          | 0          | CP              | 2               | 0               |                    | -                  | -                  |             | -           | -           | 4      | 0      |
| 2021-2022       | Belenenses SAD   | PL              | 4          | 0          | CP+CdL          | 0               | 0               |                    | -                  | -                  |             | -           | -           | 4      | 0      |
| Totale carriera | Totale carriera  | Totale carriera | 55         | 3          |                 | 7               | 0               |                    | -                  | -                  |             | -           | -           | 62     | 3      |

## Palmarès

### Club

#### Competizioni nazionali
- Terceira Liga: 1

União Leiria: 2022-2023